# Д’Эпернон, Бернар де Ногаре
Берна́р де Ногаре́ герцог д’Эпернон (фр. Bernard de Nogaret d'Épernon; 1592, Ангулем — 25 июля 1661, Париж) — губернатор Гиени и Бургундии.

## Биография
Бернар де Ногаре родился в семье архиминьона Жана Луи д’Эпернона и Маргариты де Фуа-Кандаль (Marguerite de Foix-Candale), внучки коннетабля Монморанси. До смерти отца носил титул герцога де Ла Валетта. Его братом был Луи де Ногаре (1593—1639), тулузский архиепископ, кардинал, военачальник, генерал-лейтенант, участник Тридцатилетней войны.
Принимал участие в военных действиях в Пьемонте, Пикардии (1636) и Испании. Ришельё считал его главным виновником поражения при Фуэнтеррабии. Эпернон, боясь преследования, бежал в Англию и, по настоянию Ришельё, заочно был приговорён к смертной казни. Только после смерти Ришельё он решился вернуться на родину и выхлопотал отмену своего приговора (1643).
Затем он был назначен губернатором Гиени, где отличился гордостью, жадностью и порочностью. Управление находилось в руках его любовницы Нинон де Лартиг (Ninon de Lartigue), которая нажила себе громадное состояние. Делами д’Эпернона управлял бедный, но честолюбивый дворянин Ла-Рени, которого тот представил ко двору, где Ла-Рени сделал блестящую карьеру, став королевским рекетмейстером, а затем первым полицмейстером Парижа.
В 1652, во время Фронды, был отстранён от власти в Гиени плебейским движением Ормэ. В 1654 году д’Эпернон был назначен губернатором Бургундии, но в 1660 г. уступил её Конде и возвратился в Гиень.